# Willy Eichberger
Willy Eichberger (* 14. Juni 1902 in Wien als Carl Cäsar Willy Simon; † 4. Dezember 2004 in Brentwood, Kalifornien), englisches Pseudonym Carl Esmond, war ein österreichisch-amerikanischer Film- und Theaterschauspieler.

## Leben und Wirken

### Theater- und Filmkarriere in Europa
Eichberger hat als Bankangestellter in Wien gearbeitet und die Akademie für Musik und darstellende Kunst besucht. Dort war Burgschauspieler Ernst Arndt sein Lehrer, der ihn 1922 für eine Rolle am Burgtheater empfahl, wo er in der Rolle des Jünglings in „Die Frau von vierzig Jahren“ debütierte. Nach internen Turbulenzen am Burgtheater, die für ihn zur Folge hatten, nur noch als „Springer“ eingesetzt zu werden, wechselte er ans Volkstheater. Dort spielte er mit großem Erfolg vor allem Grillparzer-Rollen. Von Kollegin Celia Lovsky wurde er schließlich zur Übersiedlung nach Berlin überredet, wo Eichberger vorerst am Theater Unter den Linden spielte. Anschließend wurde er von Intendant Richard Tauber (dem Vater des Sängers) nach Chemnitz geholt, danach spielte er am Deutschen Schauspielhaus in Hamburg, wo er sich unter der Intendanz Hermann Röbbelings als Charakterdarsteller etablieren konnte. Als dieser ans Wiener Burgtheater ging, zog Eichberger erneut nach Berlin, wo er am Rose-Theater als letzte Theaterstation vor seiner ersten Filmrolle spielte.
1932 wurde er von Friedrich Zelnik für den Film entdeckt. Eichberger erhielt eine Rolle in Kaiserwalzer (1933). Mit seinem zweiten Film, Liebelei (1933), wurde er über Nacht zum Star. Der international erfolgreiche Film zog zahlreiche Rollenangebote nach sich.
1933 verschaffte ihm seine nach England emigrierte Agentin Elisabeth Blumann mehrere Filmrollen in London. Dort änderte er seinen Namen in Carl Esmond, nachdem die englische Presse aus Eichberger „Iceberg“ kreierte, was sein Produzent als keinen guten Spitznamen für einen romantischen Liebhaber empfand.
Nach drei Filmen kehrte er 1935 wieder ans europäische Festland zurück und spielte als Willy Eichberger in den Ufa-Filmen Die Pompadour (1935), Der Postillon von Lonjumeau (1935), Der Weg des Herzens (Prater) (1936), erneut mit Magda Schneider, mit der er schon in der Literaturverfilmung Liebelei so erfolgreich war, und Burgtheater (1936). Danach ging er erneut nach London, wo er als „Prinz Albert“ im Bühnenstück „Victoria Regina“ einen großen Erfolg feierte. In dieser Paraderolle wurde er noch im selben Jahr von MGM-Boss Louis B. Mayer gesehen und mit fabelhaften Versprechungen nach Hollywood gelockt. Im selben Jahr lernte er auch Ruth Taub kennen, die er später in Hollywood wieder traf und heiratete.

### Karriere bei Film und Fernsehen in Hollywood
Im Januar 1938 siedelte er schließlich, nachdem mit Paul von Hernreid ein Nachfolger für seine Rolle in London gefunden wurde, nach Hollywood über. Dort angekommen, dauerte es Monate, bis er endlich eine Rolle als Flieger im Ersten Weltkrieg in Dawn Patrol (1938) annehmen konnte, da die zuerst für ihn vorgesehenen größeren Rollen als „Graf Axel Fersen“ in Marie Antoinette und als „Johann Strauß“ in The Great Waltz bereits mit anderen Schauspielern besetzt wurden. Eine weitere Rolle lehnte er aus Angst vor Repressionen gegen seine Familie in Wien ab, nachdem ihm in Deutschland das SS-Blatt Das Schwarze Korps gedroht hatte.
Im März 1938 wurde er in Hollywood von der Nachricht des „Anschlusses“ Österreichs überrascht. Eine Rückkehr nach Wien wäre nun eine Rückkehr ins Dritte Reich gewesen, was er ablehnte. In der Folge litt Eichberger auch sehr darunter, als „Deutscher“ fast nur noch Rollen als „Nazi“ angeboten zu bekommen, da ab 1938 ein regelrechter Boom an Kriegs- und Nazifilmen einsetzte, der mit Kriegseintritt der USA 1941 nur noch weiter verstärkt wurde. Um weiterhin über ein gesichertes Einkommen zu verfügen, musste er dennoch einige Rollen annehmen. In diesen bemühte er sich jedoch darum, ein differenzierteres Bild seines Charakters abzuliefern, als plumpe Klischees und Feindbilder. Dies konnte er in beispielsweise in Fritz Langs Mystery-Thriller Ministerium der Angst (1944) sehr gut ausleben, da seine Rolle als Nazi-Offizier darin erst gegen Ende des Films sein wahres Gesicht zeigt. Erst viele Jahre nach Kriegsende gelang es ihm in Hollywood seine Vielseitigkeit als Schauspieler beweisen zu können und sich als Charakterdarsteller zu etablieren.
Höhepunkt seiner Filmkarriere ist für Esmond der dokumentarische Spielfilm Resisting Enemy Interrogation, der 1944 für die amerikanische Luftwaffe zur Aufklärung über feindliche Spionagetaktiken im Falle der Kriegsgefangenschaft gedreht wurde. Bis auf ein Kommentar zu Beginn und zum Schluss des Films war der Film professionell als Drama inszeniert. Esmond spielte darin einen deutschen Abwehroffizier. Der Film erhielt 1944 eine Oscar-Nominierung als bester Dokumentarfilm.
Nach Kriegsende versuchte er in Deutschland an seine früheren Erfolge anzuknüpfen, doch bot die von seichten Unterhaltungsfilmen dominierte Filmindustrie keine interessanten Rollen für ihn. Er kehrte daher wieder in die Vereinigten Staaten zurück, deren Staatsbürger er seit 1943 war. Nur 1955, als er von Max Ophüls’ Lola Montez-Verfilmung in München hörte, spielte er noch einmal eine Rolle – Lolas Arzt – in Deutschland.
Ab 1965 erhielt Esmond keine Filmangebote mehr. Er spielte seither in unzähligen Fernsehfilmen und -serien und absolvierte zahllose Auftritte in Werbespots und Fernsehshows.

## Filmografie (Auswahl)
- 1932: Kaiserwalzer
- 1933: Liebelei
- 1933: Inge und die Millionen
- 1934: Die Liebe siegt
- 1934: Dein ist mein Herz
- 1935: Invitation to the Waltz
- 1936: Der Weg des Herzens
- 1936: Burgtheater
- 1941: Sergeant York
- 1941: Waffenschmuggler von Kenya (Sundown)
- 1942: Die Flotte bricht durch (The Navy Comes Through)
- 1944: Dr. Wassells Flucht aus Java (The Story of Dr. Wassell)
- 1944: Resisting Enemy Interrogation
- 1944: Ministerium der Angst (Ministry of Fear)
- 1944: Experiment in Terror (Experiment Perilous)
- 1945: Zu klug für die Liebe (Without Love)
- 1945: Die Liebe unseres Lebens (This Love of Ours)
- 1946: The Catman of Paris
- 1947: Smash-Up: The Story of a Woman
- 1947: Die falsche Sklavin (Slave Girl)
- 1948: Achtung! Atomspione! (Walk a Crooked Mile)
- 1950: Der Wüstenfalke (The Desert Hawk)
- 1952: Sturmfahrt nach Alaska (The World in His Arms)
- 1953: Liebeserwachen
- 1954: Regina Amstetten
- 1955: Lola Montez (Lola Montès)
- 1962: Hitler
- 1970: Die Leute von der Shiloh Ranch (The Virginian; Fernsehserie, 1 Folge)
- 1985: Die Errol-Flynn-Legende (My Wicked, Wicked Ways: The Legend of Errol Flynn) (Fernsehfilm)